# Петропавловка (Татышлинский район)
Петропавловка (баш. Петропавловка) — деревня в Татышлинском районе Республики Башкортостан Российской Федерации. Входит в состав Кальмияровского сельсовета.

## География

### Географическое положение
Расстояние до:
- районного центра (Верхние Татышлы): 21 км,
- центра сельсовета (Старокальмиярово): 1 км.
- ближайшей ж/д станции (Куеда): 32 км.

## Население
| 2002 | 2009 | 2010 |
| ---- | ---- | ---- |
| 312  | ↘285 | ↗291 |

Национальный состав
Согласно переписи 2002 года, преобладающая национальность — удмурты (99 %).